# Claudio Leturiaga
Claudio Leturiaga fue un ciclista español, que fue profesional entre 1935 y 1941.

## Palmarés
1936
- Subida a Urkiola
- Subida a Arantzazu